# Tennis Masters Cup 2007
La Tennis Masters Cup 2007 è un torneo di tennis indoor che si è disputato a Shanghai, Cina, dall'11 al 18 novembre 2007 sui campi sintetici indoor della Qizhong Forest Sports City Arena.
Si tratta della 38ª edizione per quanto riguarda il torneo di singolare e della 33ª per quanto riguarda quello di doppio.

## Singolare

### Qualificati
1. Roger Federer (Vincitore)
2. Rafael Nadal (semifinalista)
3. Novak Đoković (round robin)
4. Nikolaj Davydenko (round robin)

1. Andy Roddick (semifinalista)
2. David Ferrer (finalista)
3. Fernando González (round robin)
4. Richard Gasquet (round robin)

## Doppio

### Qualificati
1. Mark Knowles /  Daniel Nestor (Vincitori)
2. Paul Hanley /  Kevin Ullyett (semifinalisti)
3. Simon Aspelin /  Julian Knowle (finalisti)
4. Martin Damm /  Leander Paes (semifinalisti)

1. Lukáš Dlouhý /  Pavel Vízner (round robin)
2. Jonas Björkman /  Maks Mirny (round robin)
3. Arnaud Clément /  Michaël Llodra (round robin)
4. Jonathan Erlich /  Andy Ram (round robin)

## Campioni

### Singolare
Roger Federer ha battuto in finale  David Ferrer con il punteggio di 6–2, 6–3, 6–2

### Doppio
Mark Knowles /  Daniel Nestor hanno battuto in finale  Simon Aspelin /  Julian Knowle con il punteggio di 6–2, 6–3